# Kuwaita magna
Kuwaita magna är en ringmaskart som beskrevs av Mohammad 1973. Kuwaita magna ingår i släktet Kuwaita och familjen Lumbrineridae. Inga underarter finns listade i Catalogue of Life.